# Деревинська сільська рада
Дереви́нська сільська́ ра́да — адміністративно-територіальна одиниця та орган місцевого самоврядування в Городнянському районі Чернігівської області. Адміністративний центр — село Деревини.

## Загальні відомості
Деревинська сільська рада утворена у 1932 році.
- Територія ради: 16,737 км²
- Населення ради: 652 особи (станом на 2001 рік)

## Населені пункти
Сільській раді були підпорядковані населені пункти:
- с. Деревини

## Склад ради
Рада складалася з 12 депутатів та голови.
- Голова ради: Дрожжа Ганна Анатоліївна

### Керівний склад попередніх скликань
| Прізвище, ім'я, по батькові  | Основні відомості                                                                       | Дата обрання | Дата звільнення |
| ---------------------------- | --------------------------------------------------------------------------------------- | ------------ | --------------- |
| Дохлік Володимир Миколайович | Сільський голова, 1959 року народження, безпартійний                                    | 26.03.2006   | 31.10.2010      |
| Дохлік Володимир Миколайович | Сільський голова, 1958 року народження, освіта середня спеціальна, член Партії регіонів | 31.10.2010   | 17.10.2012      |
| Дрожжа Ганна Анатоліївна     | Сільський голова, 1963 року народження, освіта вища, член Партії регіонів               | 02.06.2013   |                 |

Примітка: таблиця складена за даними сайту Верховної Ради України

### Депутати
За результатами місцевих виборів 2010 року депутатами ради стали:

#### За суб'єктами висування
| Суб'єкт висування | Кількість обраних депутатів | %    |
| ----------------- | --------------------------- | ---- |
| Самовисування     | 7                           | 58,3 |
| Партія регіонів   | 3                           | 25   |
| Єдиний Центр      | 1                           | 8,3  |
| Народна партія    | 1                           | 8,3  |

#### За округами
| № округу        | Прізвище, ім'я, по батькові    | Дата визнання обраним | Освіта             | Партійна приналежність                        | Відомості про обраного депутата                               |
| --------------- | ------------------------------ | --------------------- | ------------------ | --------------------------------------------- | ------------------------------------------------------------- |
| Єдиний Центр    |                                |                       |                    |                                               |                                                               |
| 2               | Гребінь Микола Андрійович      | 02.11.2010            | середня            | член Єдиного Центру                           | Деревини СТОВ «Колос», головний інженер                       |
| Народна Партія  |                                |                       |                    |                                               |                                                               |
| 9               | Дрожжа Ганна Анатоліївна       | 02.11.2010            | вища               | член Народної партії                          | Деревинська сільська рада, секретар                           |
| Партія регіонів |                                |                       |                    |                                               |                                                               |
| 1               | Воробін Микола Олексійович     | 02.11.2010            | середня            | член Партії регіонів                          | Деревини СТОВ «Колос», завідувач дільниці механізації         |
| 4               | Швець Марина Михайлівна        | 02.11.2010            | середня            | член Партії регіонів                          | ПП «Юров В. В.», продавець                                    |
| 7               | Кукта Євдокія Пилипівна        | 02.11.2010            | середня спеціальна | член Партії регіонів                          | Деревини СТОВ «Колос», зоотехнік                              |
| Самовисування   |                                |                       |                    |                                               |                                                               |
| 3               | Павленко Віктор Миколайович    | 02.11.2010            | вища               | позапартійний                                 | Деревинська загальноосвітня школа, вчитель                    |
| 5               | Новик Марина Вальдуївна        | 02.11.2010            | середня            | позапартійна                                  | відділ прикордонної служби «Деревини», техпрацівник           |
| 6               | Тихоненко Тетяна Миколаївна    | 02.11.2010            | середня            | член Всеукраїнського об'єднання «Батьківщина» | тимчасово не працює                                           |
| 8               | Бондаренко Микола Анатолійович | 02.11.2010            | середня            | позапартійний                                 | Деревини СТОВ «Колос», будівельник                            |
| 10              | Приходько Тетяна Володимирівна | 02.11.2010            | вища               | член Всеукраїнського об'єднання «Батьківщина» | Деревинський будинок культури, техпрацівник                   |
| 11              | Попкова Наталія Миколаївна     | 02.11.2010            | середня            | позапартійна                                  | Хоробицька сільське споживче товариство, завідувачка магазину |
| 12              | Гребінь Любов Михайлівна       | 02.11.2010            | вища               | член Народної партії                          | Деревинська сільська рада, землевпорядник                     |